# به سلامتی هیچ‌وقت بزرگ نشدن
«به سلامتی هیچ‌وقت بزرگ نشدن» (Here's to Never Growing Up) تک‌آهنگی از هنرمند اهل کانادا آوریل لوین است که در ۹ آوریل ۲۰۱۳ منتشر شد.
این تک‌آهنگ در چارت‌های اسکاتلند، جزو ده ترانه اول قرار گرفت.